# Arpaia
Arpaia là một đô thị ở tỉnh Benevento trong vùng Campania, có vị trí khoảng 35 km về phía đông bắc của Napoli và khoảng 25 km về phía tây nam của Benevento. Tại thời điểm ngày 31 tháng 12 năm 2004, đô thị này có dân số 1.920 người và diện tích là 5,2 km².
Arpaia giáp các đô thị: Airola, Forchia, Paolisi, Roccarainola.